# الأغوار الفلسطينية
الأغوار الفلسطينيّة هي منطقة في فلسطين على امتداد نهر الأردن، منها الشريط الشرقي للضفة الغربية طوله 120 كم من منطقة عين جدي قرب البحر الميت في الجنوب، وحتى منطقة عين البيضاء جنوبي مدينة بيسان وحتّى السفوح الشرقيّة للضفّة الغربيّة غربًا، وتمتد حتى شرق صفد شمالًا. يسكن منطقة الأغوار ما يقارب 65 ألف فلسطينيّ و11 ألف مستوطن. وتضم هذه المنطقة أكثر من ربع أراضي الضفة الغربية 28%، وتمتاز بأن معظمها أراضٍ زراعيّة خصبة وتشمل الكثير من المساحات المفتوحة مع وجود سكّانيّ طفيف.

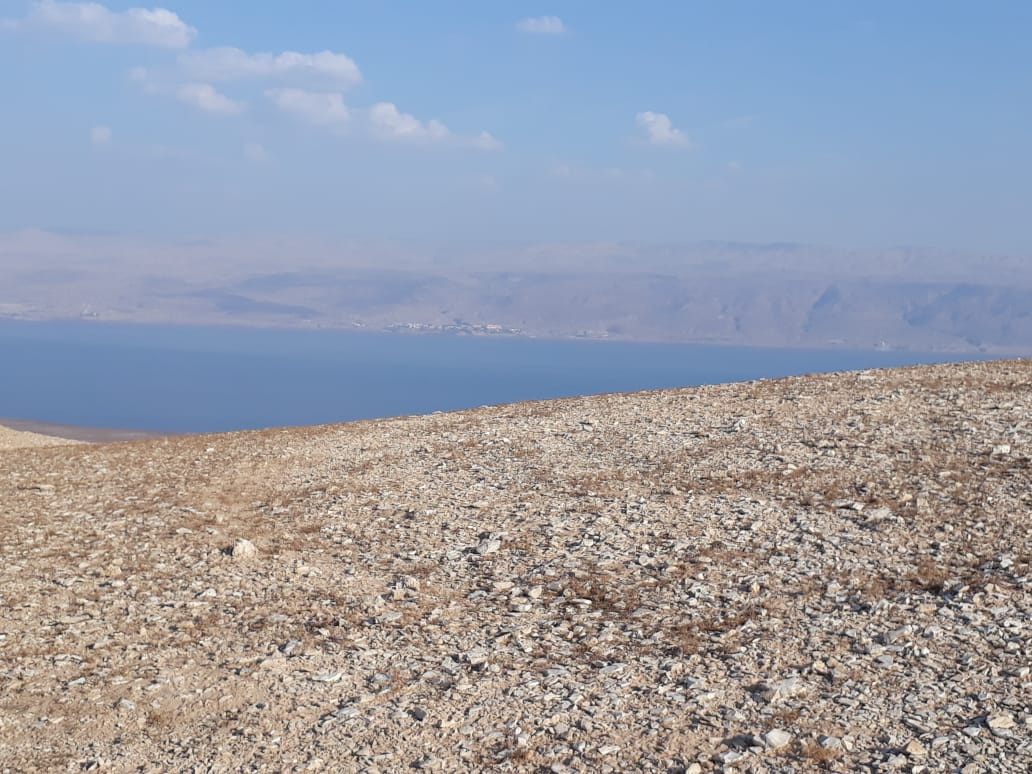
البحر الميت تلال الاغوار

## أهميّة منطقة الأغوار
تُعزى الأهميّة في منطقة الأغوار إلى عدّة عوامل:

### أهميّة استراتيجيّة
منطقة الأغوار ممتدّة على مساحة 1.6 مليون دونم بمقربة الحدود الأردنيّة، وهي تشكّل ما يقارب 30٪ من مساحة الضفّة الغربيّة ويسكنها الفلسطينيون. تكمن الأهميّة الاستراتيجيّة في كون منطقة الأغوار منخفضة عن سطح البحر ممّا يعطيها توزيعًا مختلفًا لدرجات الحرارة في الصيف والشتاء ويجعلها ثريّة بالأراضي الصالحة لزراعة التمور والعنب والتوابل وتوليد الطاقة. كما تكمن أهميتها العظمى في كونها منطقة طبيعية دافئة وخصبة يمكن استغلالها للزراعة طوال العام.
وفيما يتعلق بأهميتها المائية تتربع المنطقة فوق أهم حوض مائي في فلسطين. إذ تحتوي منطقة الأغوار الجنوبية على 91 بئرا، والأغوار الوسطى على 68 بئرا، أما الأغوار الشمالية فتحتوي على 10 آبار. وحفرت 60% من هذه الآبار في العهد الأردني، واستولت إسرائيل على معظمها.
كما وتُعدّ المنطقة مرفقًا سياحيًّا لكونها تحوي البحر الميّت الّذي يجذب الكثير من السيّاح، الّذي أيضًا يزوّد إمكانيات أخرى كاستخراج الأملاح والمعادن. ، إضافة لإنشاء ما يسمى بالصناعات العلاجية عند البحر الميت.

### أهميّة عسكريّة
تكمن أهميّة منطقة الأغوار العسكريّة بالسيطرة على حدود الضفّة والأردن وضبط الأمن فيها، حيث تعطي سيادة المنطقة إمكانية تحكم وإشراف ومراقبة أفضل على الحدود. والسيطرة على منقطة الأغوار تضمن عزل الفلسطينيين عن العرب الآخرين ومنع إمكانية تكوين كيان عربيّ واحد.

الأهمية الاقتصادية للأغوار من منظور إسرائيلي
تقع معظم الأغوار حاليا تحت سيطرة الاستيطانية الإسرائيلية، ويفلح المستوطنون الإسرائيليون 27 ألف دونم من الأرض ويزرعون منتجات تُصدّر غالبا إلى الخارج، ما يزود المستوطنات الإسرائيلية بمصدر رئيسي للدخل، كما استولت المستوطنات على نصف الأراضي في المنطقة التي يقطنها الفلسطينيين الذين يعتمدون عليها كموقع طبيعي لمجتمعات الرعي والزراعة من أجل كسب عيشهم وقوتهم اليومي.

## تقسيمات الأغوار التابعة للضفة الغربية

### تقسيم جغرافيّ وزراعيّ
تنقسم الأغوار جغرافيًّا وزراعيًّا إلى ثلاثة أقسام رئيسيّة:
1. الأغوار الشماليّة - تتبع لمحافظة طوباس وفيها 11 تجمّعًا سكانيًّا، وتضمّ قرى بردلّة وعين البيضا وكردلة ومنطقة المالح[1][7]، وتحتوي على 10 آبار.[7]
2. الأغوار الوسطى - تتبع لمحافظة نابلس وفيها 4 تجمّعات سكّانية، وتضمّ قرى الجفتلك ومرج النعجة والزبيدات ومرج الغزال وفروش بيت دجن[7][1]، وتحتوي على 68 بئرًا.[7]
3. الأغوار الجنوبيّة - تتبع لمحافظة أريحا وفيها 12 تجمّعًّا سكانيًّا، وتضمّ منطقة الفصايل والعوجا، ومدينة أريحا وقرية الديوك والنويعمة ومنطقة الخان الأحمر والنبي موسى[7][1]، وتحتوي على 91 بئرًا.[7]التل الغوري في اريحا

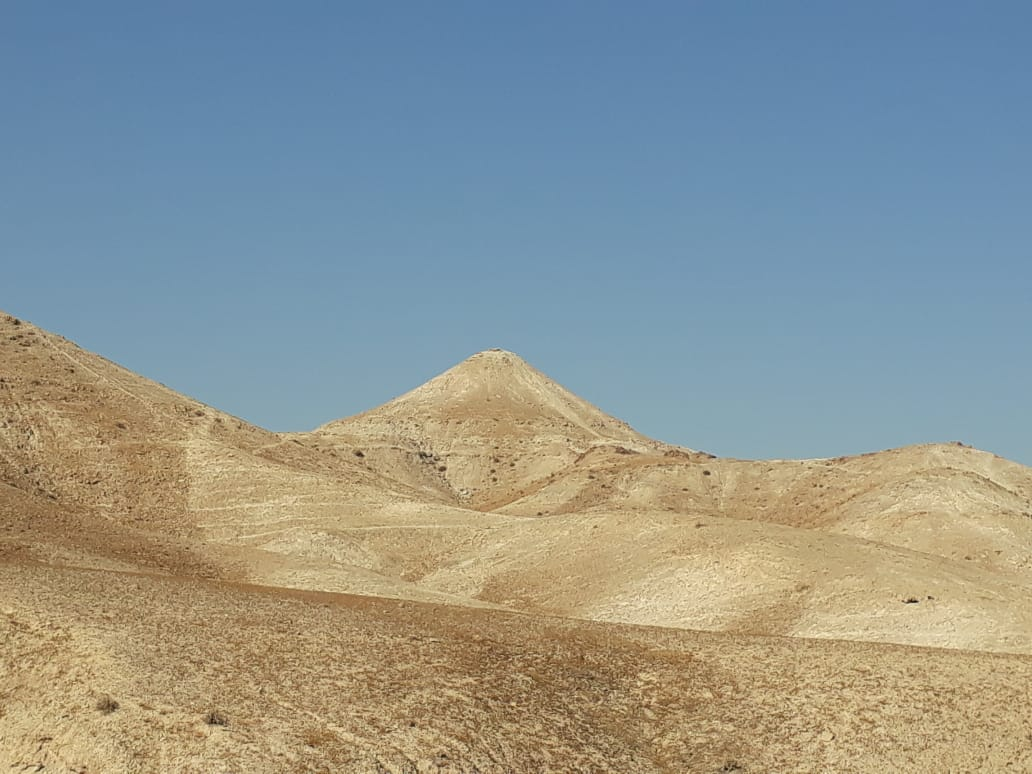
التل الغوري في اريحا

### تقسيم إداري
قسّم اتّفاق أوسلو مناطق الأغوار إلى مناطق تخضع تحت سلطات مختلفة بمساحات مختلفة، وتأتي هذه التقسيمات تباعًا لتقسيمات الأراضي في كلّ فلسطين بعد اتفاقيّة أوسلو:
1. منطقة أ - السلطة الفلسطينيّة: مساحتها 85 كم بنسبة 7.4٪ من مساحة الأغوار الكليّة
2. منطقة ب - مشتركة بين السلطة الفلسطينّية و«إسرائيل»: مساحتها 50 كم بنسبة 4.3٪ من مساحة الأغوار الكليّة
3. منطقة ج- «إسرائيل»: مساحتها 1155 كم وتشكّل نسبة 88.3٪ من مساحة الأغوار الكليّة، وتخضع للسيادة الإسرائيلية الكاملة حيثيمنع البناء الفلسطيني فيها، أو الاستفادة منها بأي شكل من الأشكال إلا بتصريح صادر عن السلطات الإسرائيلية المختصة، والتي ترفض عادة إعطاء الفلسطينيين هذه التصاريح.[6]

## أراضي الأغوار
تُشكّل أراضي منقطة الأغوار رُبع مساحة الضفّة الغربيّة، وتوجد فيها 27 قرية فلسطينيّة تتعرّض لمحاولات تهجير منذ احتلال الأغوار عام 1976.  أقيمت على أراضي الأغوار 31 مستوطنة إسرائيليّة حتى عام 2015، مُقامة على 12 ألف دونم من أراضي الأغوار وتتبع لها 60 ألف دونم كملحقات. غالبيتها استعملت للزراعة، وسكنها ما مجموعه 8,300 مستوطن. أقدم المستوطنات أُنشئت عام 1969 هي مستوطنة ميخولا، ومسواه، ويتّاف.
تبلغ مساحة الأراضي الصالحة للزراعة في منطقة الأغوار ما مجموعه 280 ألف دونمًا، ونسبته 38.8٪ من المساحة الكليّة للأغوار، ويستثمر الفلسطينيون في 50 ألف دونمًا منها بينما يستثمر المستوطنون في 27 ألف دونمًا منها. تسيطر «إسرائيل» على 400 ألف دونم من الأغوار بذريعة استخدامها كمناطق عسكريّة مغلقة، وهو ما نسبته 55٪ من المساحة الكليّة للأغوار.
تحتوي منطقة الأغوار على الكثير من الآبار، بُني 60٪ منها في العهد الأردنيّ، وتمنع «إسرائيل» تجديد الكثير منها ضمن سياسات التضييق على السكّان. يستهلك فلسطينيو الأغوار مامعدله37 مليون متر مكعب من الماء سنويا، والمستوطنون يستهلكون 41 مليون متر مكعب من الماء سنويا، ويصادرون مياه الفلسطينيين لفلاحة الأرض ويقيدون إمكانية وصول الفلسطينيون إلى مصادر المياه.[6]
تُسمّى منطقة الأغوار أيضًا بـ«سلّة الغذاء» حيث أنّها تشكّل 50٪ من إجماليّ المساحات الزراعيّة في الضفّة الغربيّة، وتُنتج 60٪ من إجماليّ الخضروات في فلسطين.

الوضع الديموغرافي للفلسطينيين في منطقة الأغوار الفلسطينية
تدل الأرقام الإحصائية على تراجع الزيادة السكانية في منطقة الأغوار، وهذا التراجع ليس فقط نتيجة انخفاض حجم الأسرة، إذ تؤدي الهجرة من المنطقة دوراً حيوياً ومركزياً في انخفاض عدد السكان الفلسطينيين في الأغوار.
زيادة عدد سكان التجمعات الفلسطينية التي تقع ضمن الخريطة التي عرضها نتنياهو، أي التجمعات التي صنفها "A" مثل أريحا والمخيمات والعوجا، وكذلك جميع التجمعات التي صنفت "B"، والتجمعات التي سيتم فرض السيادة الإسرائيلية عليها، قد بلغت خلال الفترة 1997-2007 نحو 34.07%، بينما بلغت خلال الفترة 2007-2017 نحو 13.9%، أي تراجعت بنسبة 20.2%. لكن بعد استثناء مدينة أريحا ومخيمي عقبة جبر وعين السلطان، فإن الزيادة السكانية بلغت خلال الفترة 1997-2007 أي نحو 28.3%، بينما بلغت خلال العشر سنوات اللاحقة 2007-2017 نحو 5.1%، أي تراجعت نحو 23.2%.

### السياسة الإسرائيلية تجاه التواجد الفلسطيني في الأغوار
الاستيلاء على الأراضي
استولت إسرائيل على الأغوار التي تشكل حوالي ربع مساحة الضفة الغربية، وعمدت إلى استخدام مجموعة من الوسائل لبسط سيطرتها على الأراضي من أجل استخدامها سواء أكان ذلك من أجل بناء المستوطنات أم من أجل الاستخدام الاقتصادي أو العسكري، حيث تم الاستيلاء على الأراضي اعتمادا على مجموعة من الوسائل التي لجأت لها أذرع الدولة، منها: الإعلان عن الأراضي التي يراد الاستيلاء عليها أراضي دولة وتسجيلها على هذا الأساس. وقد بدأ اتباع هذا الإجراء عام 1979، واستند على تطبيق قانون الأراضي العثماني من عام 1858، الذي كان ساري المفعول عشية الاحتلال، وكذلك مصادرة الأراضي «لاحتياجات جماهيرية» أي بناء مؤسسات ومرافئ خدماتية للمستوطنين، إضافة إلى مساعدة مواطنين إسرائيليين أفراد على شراء أراض من السوق الحرة.
تبلغ مساحة الأراضي الزراعية في منطقة الأغوار الفلسطينية 280 ألف دونم، أي ما نسبته 38.8% من المساحة الكلية للأغوار. ويستغل الفلسطينيون منها 50 ألف دونم، في حين يسيطر المستوطنون على 27 ألف دونم من الأراضي الزراعية فيها. وحتى عام 2015، أقيمت على أراضي الأغوار 31 مستوطنة إسرائيلية غالبيتها زراعية، ويسكنها 8300 مستوطن. أقدمها مستوطنات «ميخولا» و«مسواه» و«يتاف»، التي أنشئت عام 1969.
تستغلّ إسرائيل معظم الأراضي لاحتياجاتها، وتمنع الفلسطينيين من استخدام ما يقارب 85٪ من مساحة الأراضي بحيث يُمنع أصحاب الأراضي من السكن فيها والبناء فيها ومن تشييد أي بنية تحتيّة في مجاليّ الطاقة والصناعة، أو رعي الأغنام أو الفلاحة والزراعة.
السياسات الإسرائيلية في منطقة الأغوار الفلسطينية على القطاع الزراعي
سعت إسرائيل لإحداث تغييرات كبيرة في أنماط الإنتاج الزراعي في الأغوار بعد سيطرتها على الضفة الغربية في إثر نكسة 1967، فعملت على تقليص المساحات المزروعة بالحمضيات لمصلحة زراعة الخضروات، ذلك بأن زراعة الحمضيات تتطلب كميات كبيرة من المياه ولا سيما في فصل الصيف. كما جاء السماح بتطوير الزراعة الفلسطينية عبر استخدام نظام الري بالتنقيط ليخدم الهدف نفسه، إذ أدى إلى تقليل كميات المياه المستهلكة كون كمية الفاقد من المياه قليلة جداً باستخدام النظام الجديد، وهذا سمح لإسرائيل بالسيطرة على كميات كبيرة من المياه لتخدم الأهداف الاستيطانية في الأغوار بدلاً من استخدام فائض المياه في توسع المساحات الزراعية الفلسطينية.
أفرغت إسرائيل الأراضي الفلسطينية من المنتوجات الزراعية لمصلحة غزو المنتوجات الإسرائيلية كون الأخيرة لا تستطيع الدخول إلى الأسواق العربية عدا مصر، وبهذا لم يواكب تطور الزراعة في غور الأردن أي تطور في الصناعات الزراعية، بل أدى ذلك إلى تعزيز التبعية الزراعية الفلسطينية للاقتصاد الإسرائيلي، إذ تعتمد الزراعة الفلسطينية على المدخلات الإنتاجية الإسرائيلية مثل أنابيب الري والأسمدة والمبيدات والأدوية والبذور المحسنة، كما تعتمد على إسرئيل لتصريف المخرجات الإنتاجية كون التصدير يتطلب موافقة إسرائيلية، وقد أطلق بولوك على ذلك عبارة «اقتصاد التصدير المحاصر». تتحكم إسرائيل بالمدخلات الزراعية ومخرجاتها، وهو ما يعني تحكمها بمجمل العملية الزراعية، أي التحكم بالأصناف الزراعية وكمياتها، وقد استخدمت لتعزيز تحكمها، فرض التصاريح على زراعة أصناف معينة من المحاصيل الزراعية.
وخلال السنوات العشر الأخيرة، تم توجيه الزراعة في منطقة الأغوار من قبل السياسة الإسرائيلية لتخدم هدفين أساسيين، الأول هو تقليل استخدام العمالة الزراعية، والثاني تعزيز استخدام أصناف زراعية للتعويض عن زيادة نقص المياه وتدني كفاءتها، وهو التوجه نحو زراعة النخيل.
يتحمل النخيل تدني جودة المياه التي تخرجها الآبار الارتوازية المملوكة للفلسطينيين، وبالتالي قام السكان، بدلاً من الانتفاض على قلة المياه، بالتأقلم مع هذا الوضع عبر زراعة أصناف تتكيف مع قلة المياه وتدني كفاءتها. ففي العام الزراعي 2009/2010 بلغت مساحة الأراضي التي تزرع بأشجار البستنة في قرية الجفتلك، بما فيها النخيل، نحو 1.289.70 دونماً، بينما بلغت مساحة الأراضي المزروعة بالنخيل لوحدة في العام 2015/2016 نحو 3650 دونماً، وارتفعت في العام الزراعي 2018/2019 إلى نحو 5187 دونماً.

### تهجير سكّان الأغوار
تحاول «إسرائيل» تهجير سكّان الأغوار الفلسطينيين من بلدانهم بطرق شتّى، بحيث تحاول خلق واقعٍ معيشيّ لا يطاق من أجل دفع السكّان إلى اختيار المغادرة بأنفسهم. تأتي هذه المحاولات ضمن سياسة تعميق السيطرة الإسرائيليّة في منطقة الأغوار وضمّها إلى إسرائيل «بحكم الواقع» ممّا يضمن استغلال الموارد بالمنطقة وتقليص الوجود الفلسطينيّ فيها إلى الحدّ الأدنى.
تمنع السلطات الإسرائيليّة الفلسطينيين من البناء في مناطق "ج"، وترفض الإدارة المدنيّة بشكل تامّ إصدار أي ترخيص بناء للفلسطينيين من أي نوع كان - منازل أو مبانٍ زراعيّة أو مبان عامّة أو مرافق ومنشآت بنى تحتيّ، ممّا يدفع الفلسطينيين إلى البناء بلا ترخيص، فتصدر الإدارة المدنيّة أوامر هدم بحقّهم وتنفّذه في كثير من الأحيان.تنتهج «إسرائيل» عدّة طرق تقوم فيها بالتضييق على الفلسطينيين في الأغوار، وتتوزّع المبرّرات القضائيّة بين تعريف المناطقة كـ«أراضي دولة»، و«مناطق عسكريّة مغلقة» والّتي تشمل أراضي المستوطنات ومناطق إطلاق نار، و«محميّات طبيعيّة»، وأراضٍ تابعة للمستوطنات ومجالسها الإقليميّة.
وتشير البيانات الرسمية الفلسطينية إلى أن الاحتلال هَجَّر ما يزيد عن 50 ألفًا من سكان الأغوار منذ عام 1967، بالإضافة إلى تجمعات سكانية كاملة بحجة إقامتهم في مناطق عسكرية، كأهالي خربة الحديدية في الأغوار الشمالية.
وكما تستخدم «إسرائيل» سياسات صامتة عديدة من أجل تهجير السكان، منها:

#### أوامر الهدم
توجه السلطات الإسرائيلية أوامر هدم في البلدات الفلسطينيّة في الأغوار بين سنوات 2006 وأيلول 2017:
- 698 وحدة سكنيّة على الأقل، تشرّد ما مجموعه 2,948 ساكنًا فلسطينيًا في أعقاب هذا الهدم، منهم على الأقل 1334 قاصرين. 783 منهم تعرّضوا للهدم مرّتين. [2]
- 806 مبنىً غير سكنيّ، من ضمنها مبانٍ زراعيّة. [2]
- على سبيل المثال خلال الأعوام 2016-2020، تعرضت خربة حمصة الفوقا الواقعة في منطقة الاغوار للإخلاء 11 مرة لإجراء تدريبات عسكرية، وفي عام 2017 تسلمت عائلات حمصة أولى إخطارات وقف البناء وهدم مساكنهم القائمة، وجرى الهدم فعلا لعدة مساكن.[10]

#### عدم توفير الحاجات الأساسيّة
تمنع السلطات الإسرائيليّة أي إمكانيّة قانونية لبقاء سكّان الأغوار الفلسطينيين فيها، وترفض ربطها بشبكتيّ الماء والكهرباء. يحصل السكّان الفلسطينيون على حاجتهم من المياه عبر تحميع مياه الأمطار القليلة الّتي تهبط في المنطقة، ويوزّعونها إلى آبار، كما ويشترون بأسعار مضاعفة مئات الأضعاف صهاريج من المياه يحصلون عليها من السوق الخاصّ. هذه المياه تكون في أحيان كثيرة غير صالحة للشرب لعدم صيانة الصهاريج الّتي تُنقل بها. لا يتعدّى معدّل استخدام المياه اليوميّ للفرد في هذه التجمّعات الـ20 لترًا.
كما وتفرض أسرائيل تقييدات شديدة على التوطين والبناء والتطوير الفلسطيني في المنطقة «ج» وتتجاهل كليا احتياجات السكان الفلسطينيين. وتفرض عليهم العيش في ظروف سكنية غير مناسبة، من دون إمكانية تشييد البيوت وفق القانون وتطوير بلداتهم.

#### «الإخلاء المؤقت» بحجّة التدريبات العسكريّة[12][2]
الإعلان عن الأراضي مناطق عسكرية، أو الإعلان عنها «ممتلكات متروكة» من خلال اعتبارها مناطق عسكرية مغلقة، منذ بداية عام 2013 يأمر الجيش سكّان مناطق الأغوار من حينٍ إلى آخر بإخلاء مناطقهم السكنيّة بحجّة كونها «مناطق إطلاق نار» وبحجة احتياج الجيش للمنطقة من أجل التدرّب العسكريّ هناك. «مناطق إطلاق النار» تمتدّ على مساحة تبلغ 45٪ من مساحة منطقة الأغوار، أي 786 ألف دونم. يُفرض على السكّان إخلاء المنطقة لمدّة تتراوح بين ساعات معدّودة وحتى يومين كاملين، ويُهدّد المخالفون بالإخلاء بالقوّة ومصادرة المواشي وإصدار الغرامات بحقّهم. كما فرض الجيش الإخلاء على مختلف التجمّعات في منطقة الأغوار ما مجموعه 140 مرّة منذ كانون الثاني 2013 وحتّى أيلول 2017. أُخليت بعض التجمّعات أكثر من مرّة، وفي بعضها كان الفرق بين إخلاء أوّل وإخلاء ثانٍ أقلّ من أسبوع. هذه الإخلاءات تضرّ بالسكّان بشكل بالغ، حيث تمسّ مصادر معيشتهم ورزقهم وتُصطحب بمشاعر عدم يقين وتشتّت في مدّة الإخلاء. كما وتحصل بعض هذه الإخلاءات في فصل الشتاء ممّا يُصعّب عمليّة البحث عن مأوى آمن يقي العائلات في ظروف الطقس المتقلّبة. هذا بالإضافة إلى الضرر الّذي تحدثه التدريبات العسكريّة والّتي تصل أحيانًا الحقول الّتي يفلحها السكّان.